# 岡瑟氏斯坦達脂鯉
岡瑟氏斯坦達脂鯉（（学名：Steindachnerina guentheri），為輻鰭魚綱脂鯉目脂鯉亞目無齒脂鯉科的其中一個種，分布於南美洲蓋亞那東北部、奧里諾科河及亞馬遜河西部流域，體長可達11.1公分，棲息在底中層水域，以生活習性不明。